# Сенгоку период
Сенгоку период (戦国時代 Sengoku jidai) или Доба зараћених држава (или боље Доба државе у рату) је време социјалних преокрета, политичких сплеткарења и скоро сталних војних конфликата у Јапану, који су оквирно трајали од средине XV века па до почетка XVII века (1467-1615).
Искључујући Гемпеи ратове, када је углавном успостављена самурајска традиција, Сенгоку период означава најзначајније доба у историји самураја. У току овог века ратови самураја су дотигли врхунац, након чега је Јапан морао постати јединствен и миран.
Од краја XV века наовамо, вођама самураја су биле неопходне непресушиве резерве бораца. У то време се први пут сусрећемо са изразом Ашигару - пешадија, који указује на недостатак ратне опреме, обуће и оружја, а што би они обично покрали од славног противника. Даимјо војске су се стога веома разликовале и по величини и по саставу и ослањале су се на најамнике, плаћана искључиво ратним пленом. Мање војне формације су се стопиле у веће под вођством успешног даимјо-а, од којих су се многи поносили војном традицијом. Како је време пролазило, ратни подухвати лукавих даимјо-а су се реализовали захваљујући овим пешадинцима. Док су неки наставили да примају у своје редове слободњаке и сумњиви олош, други су их облачили у војне униформе, унапређивали их и покушали да их задрже у својој служби.
Уесуге са обала Јапанског мора су потукли Такеде из централних висоравни, Хоџо клан се појавио ниоткуда, да би владао Канто равницом као што су Дате то учиниле на далеком северу. На јужном јапанском острву Кјушу, у Сенгоку периоду се бележе стални конфликти између породица Шимазу, Отомо, Ито, Арима и Рјузоџи. Мори су ојачали, док су Оучи збачени са трона од стране једног од својих вазала.
Многи даимјо-и су сањали о уједињењу Јапана под њиховом управом. Први који је узео учешће у остваривању уједињења је био Ода Нобунага, чија је брилијантна победа код Окехазаме 1560. године учврстила његов лик беспрекорног самурајског генерала. Нобунага је профитирао од подржавања трговинске размене са Европом, што му је омогућило да добије нову врсту оружја (аркебуза) из Португалије. Ово оружје се први пут појавило 1543. године, и многи даимјо-и су га користили. Неки су исправно увидели да успешно коришћење ватреног оружја само делом зависи од техничких вештина повезаних са прецизношћу хица и брзине пуњења. Као што је био случај у тадашњој Европи, вешт стрелац је могао испалити много више хитаца са знатно већом прецизношћу, али за ефикасну употребу је био потребан елитни корпус стрелаца. Овим новим португалским оружјем (аркебуза) се могло овладати у кратком временском периоду, што ју је чинило идеалним оружјем Ашигару-а. 